# Wahlen 1877
◄◄ | ◄ | 1873 | 1874 | 1875 | 1876 | Wahlen 1877 | 1878 | 1879 | 1880 | 1881 | ► | ►►

Weitere Ereignisse
Die Liste der Wahlen 1877 umfasst Parlamentswahlen, Präsidentschaftswahlen, Referenden und sonstige Abstimmungen auf nationaler und subnationaler Ebene, die im Jahr 1877 weltweit abgehalten wurden.
Das damalige Wahlrecht entsprach typischerweise nicht den Wahlrechtsgrundsätzen der direkten, geheimen und gleichen Wahl. Zeittypisch waren oft nur kleine Teile der Bevölkerung wahlberechtigt, ein Frauenwahlrecht war nicht gegeben.

## Termine
| Land              | Datum             | Link zur Wahl 1877                             | Link zur letzten Wahl | Bemerkung                                                                                             |
| ----------------- | ----------------- | ---------------------------------------------- | --------------------- | --- |
| Liechtenstein     | 22. März–14. Apr. | Landtagswahl in Liechtenstein                  | 1875                  | letzte Wahl, bei der Liechtenstein aus einem einzigen Wahlkreis bestand                               |
| Deutsches Reich   | 10. Januar        | Reichstagswahl                                 | 1874                  | |
| Osmanisches Reich | vor dem 19. März  | Wahl zum Abgeordnetenhaus im Osmanischen Reich |                       | Erste Wahl in der Geschichte des Landes überhaupt, Parlament wurde bereits im Sommer wieder aufgelöst |
| Frankreich        | Oktober           | Wahl zur Abgeordnetenkammer                    | 1876                  | |
| Osmanisches Reich | vor dem 13. Dez.  | Wahl zum Abgeordnetenhaus im Osmanischen Reich | Frühjahr 1877         | Parlament wurde ebenfalls sehr schnell im Januar 1878 aufgelöst                                       |